# Oecophylla taurica
Oecophylla taurica — викопний вид мурах, що існував у міоцені, 14-16 млн років тому. Описаний у 2017 році по рештках, що знайдені у Криму поблизу мису Тарханкут. Голотип описаний по неповно збереженому відбитку грудей самиці з переднім крилом, жилкування якого дозволяє з упевненістю ідентифікувати зразок як представника сучасного роду Oecophylla.